# Hrabstwo Gregg
Hrabstwo Gregg – hrabstwo położone w USA w stanie Teksas. Utworzone w 1873 r. Siedzibą hrabstwa jest miasto Longview.

## Gospodarka
Najpopularniejsze sektory zatrudnienia dla mieszkańców hrabstwa Gregg w 2020 roku, to: opieka zdrowotna i pomoc społeczna (7867 osób), handel detaliczny (6681 osób), produkcja (5784 osób), oraz zakwaterowanie i usługi gastronomiczne (5203 osób). W hrabstwie wydobywa się znaczące ilości gazu ziemnego i ropy naftowej. Znajduje się na terenach leśnych we wschodnim Teksasie, gdzie popularna jest uprawa choinek. 

## Sąsiednie hrabstwa
- Hrabstwo Upshur (północ)
- Hrabstwo Harrison (wschód)
- Hrabstwo Rusk (południe)
- Hrabstwo Smith (zachód)

## Miasta
- Clarksville City
- Easton
- Gladewater
- Kilgore
- Longview
- White Oak

## CDP
- Lake Cherokee
- Liberty City

## Demografia

Piramida wieku hrabstwa

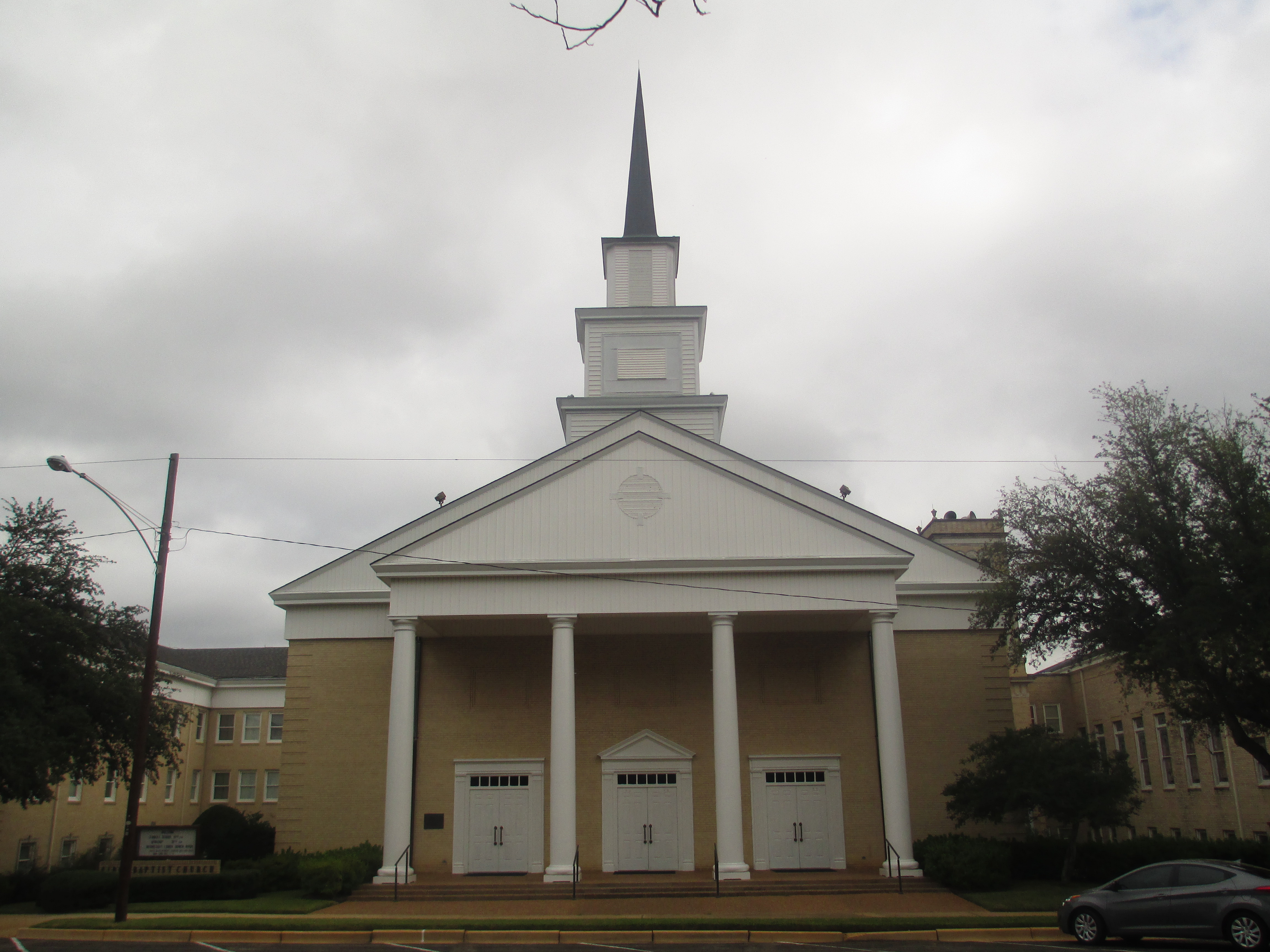
Pierwszy Kościół Baptystów w Kilgore

W 2020 roku 74,4% mieszkańców hrabstwa stanowiła ludność biała (57,0% nie licząc Latynosów), 20,9% to byli czarnoskórzy Amerykanie lub Afroamerykanie, 2,2% było rasy mieszanej, 1,4% to byli Azjaci i 1,0% to rdzenna ludność Ameryki. Latynosi stanowili 19,2% ludności hrabstwa.

## Religia
Hrabstwo leży w obrębie pasa biblijnego co sprawia, że większość mieszkańców jest członkami różnorodnych protestanckich kościołów ewangelikalnych. W 2020 roku do największych protestanckich grup należeli: baptyści, zbory bezdenominacyjne, metodyści, zielonoświątkowcy i campbellici. 
Kościół katolicki (13,3%) był drugim co do wielkości związkiem wyznaniowym, po Południowej Konwencji Baptystów. Obecni byli także świadkowie Jehowy (1,6%), mormoni (1,1%) i kilka mniejszych ugrupowań.